# California, Norfolk
California, Norfolk is een studioalbum van Tim Bowness en Peter Chilvers. Chilvers is op dit album het nog enig overgebleven lid van de muziekgroep Samuel Smiles. Bovendien waren Bowness en Chilvers de oprichters van het platenlabel Burning Shed. Dat label was gespecialiseerd in "cd on demand", maar bracht af en toe ook een officieel album uit en dit was de eerste daarvan. Het album is opgenomen in de Ski Lodge te Cambridge en The Burning Shed in Norwich.
In 2013 verscheen, nadat de eerste oplage uitverkocht was, een luxe-editie met daarop ook de tracks van het album Overstand en opnamen die niet meegeperst waren op het originele album.  Die herziene versie was geremasterd door Mike Bearpark, een ander voormalig lid van Samuel Smiles.

## Musici
- Tim Bowness – zang, tapes, gitaar
- Peter Chilvers – toetsinstrumenten, samplers, contrabas, basgitaar, drummachine, tapes, gitaar etc.
- Jon Hart – vibrafoon op Also out of air, Rocks on the green, marimba op Rocks on the green

## Muziek
| Nr. | Titel                                    | Duur  |
| --- | ---------------------------------------- | ----- |
| 1.  | Hostage (Bowness, Chilvers)              | 6:02  |
| 2.  | California, Norfolk (Bowness,Chilvers)   | 3:05  |
| 3.  | Post-its (Bowness,Chilvers)              | 5:01  |
| 4.  | Chant one (Bowness)                      | 3:46  |
| 5.  | Also out of air (Bowness)                | 2:23  |
| 6.  | Days turn into years (Bowness, Chilvers) | 4:55  |
| 7.  | Rocks on the green (Bowness, Chilvers)   | 3:53  |
| 8.  | Winter with you (Bowness, Chilvers)      | 10:10 |
| 9.  | Dreamer’s song (Bowness, Chilvers)       | 5:32  |

California is een badplaats gelegen nabij Ormesby St Margaret with Scratby, Norfolk. Bowness en Chilvers schreven een lied over de treurigheid, uitzichtloosheid en de vergane glorie van deze badplaats in de jaren tachtig en negentig ("How come it always rains").